# Sopot Festival
Sopot Festival (obecna nazwa oficjalna: Top of the Top Sopot Festival) – polski telewizyjny festiwal muzyczny, odbywający się w sierpniu w Operze Leśnej w Sopocie. Jego tradycją jest międzynarodowy konkurs, w którym nagradzana jest jedna z wykonanych piosenek. Od 1984 główną nagrodą jest Bursztynowy Słowik.
Festiwal, początkowo organizowany i emitowany przez TVP, powstał w 1961 jako Międzynarodowy Festiwal Piosenki Sopot. Przez trzy pierwsze lata odbywał się w hali Stoczni Gdańskiej, następnie przeniósł się do Opery Leśnej. W latach 1977–1980 został przekształcony w Międzynarodowy Festiwal Interwizji. W 1984 został wznowiony pod dawną nazwą, pod którą funkcjonował do 2004, kiedy to po raz ostatni emitowała go TVP. W latach 2005–2009 był organizowany jako Sopot Festival i transmitowany przez TVN. Od 2012 (z przerwami na 2014 i 2015) funkcjonuje pod aktualną nazwą, Top of the Top Sopot Festival. W latach 2012–2014 był emitowany przez Polsat, zaś w 2017 powrócił do TVN.

## Historia imprezy

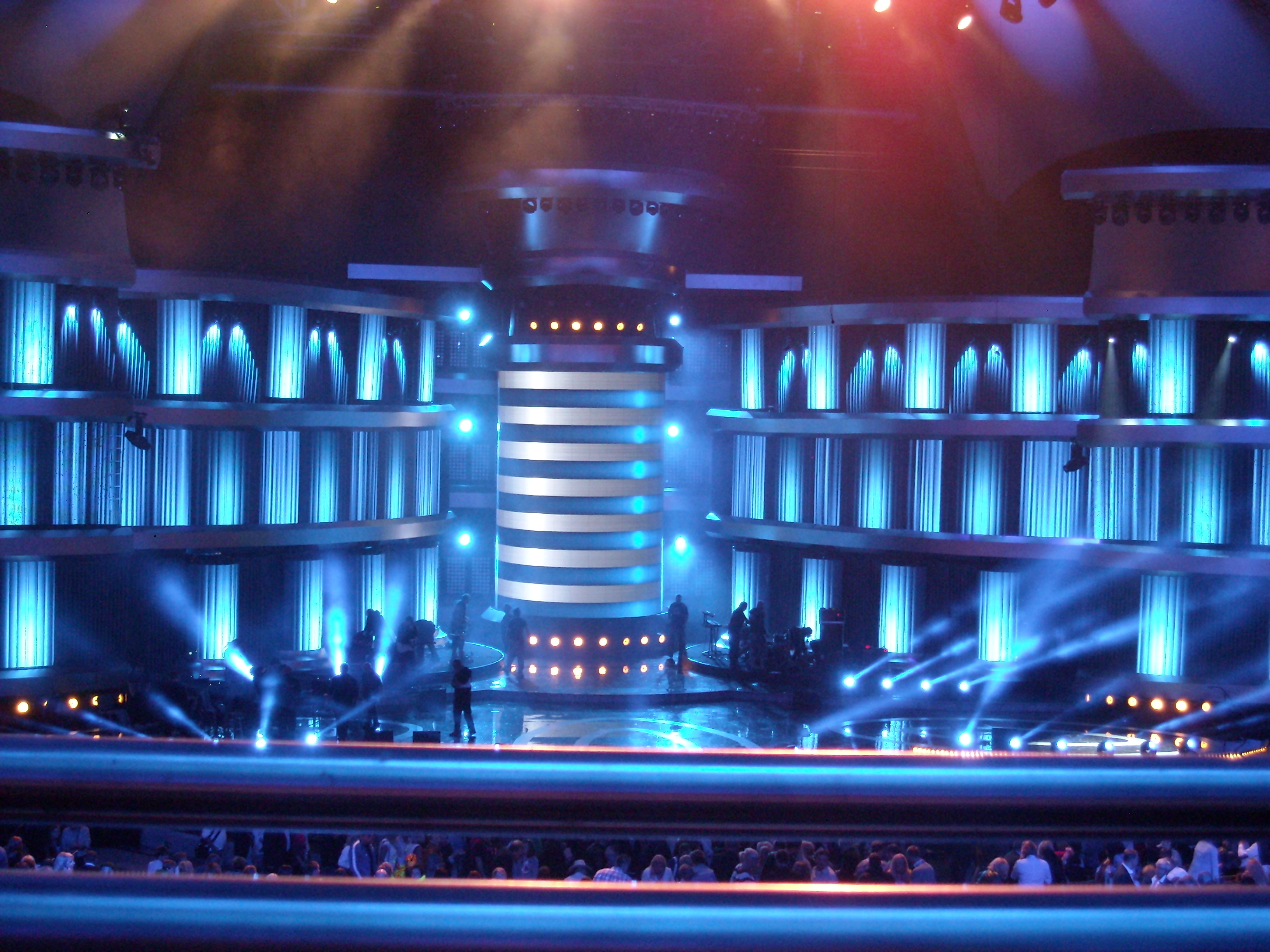
Scena Top of the Top Sopot Festival

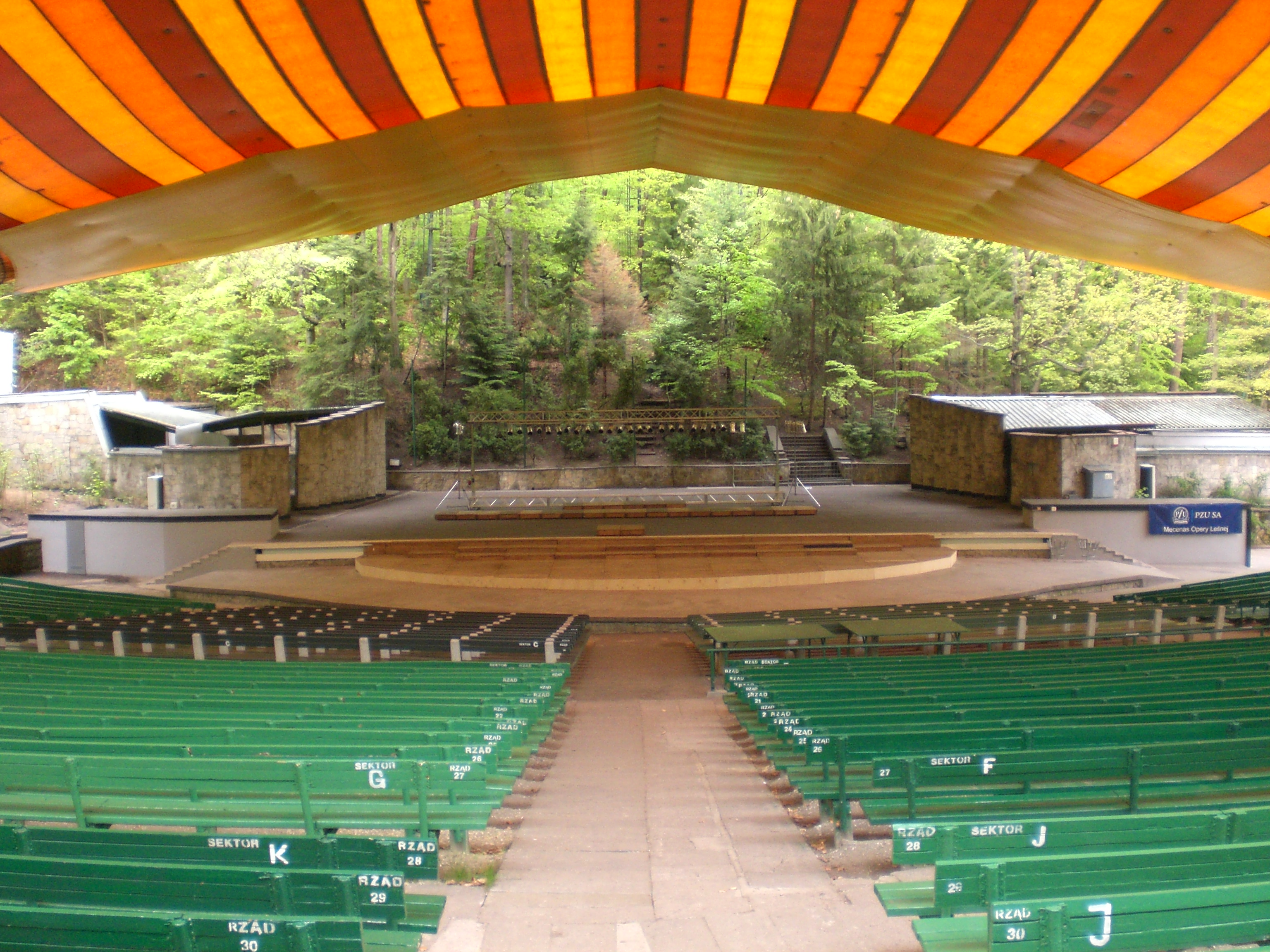
Scena Opery Leśnej przed modernizacją 2010–2012

Pierwszy festiwal trwał od 25 do 27 sierpnia 1961 roku. Jego pomysłodawcą był Władysław Szpilman. Do 1963 roku włącznie festiwale odbywały się w hali Stoczni Gdańskiej a później festiwal przeniósł się do Opery Leśnej w Sopocie. Pierwszym konferansjerem festiwalu był Lucjan Kydryński, który w latach 60. prowadził audycję radiową „Rewia piosenki”, a pierwszymi konferansjerkami były Irena Dziedzic i Zofia Słaboszewska. Podczas pierwszych festiwali piosenki zapowiadali też aktorzy Mieczysław Voit i Elżbieta Czyżewska.
Największy rozkwit festiwal przeżywał w latach 1977–1980, kiedy Telewizja Polska postanowiła uczynić z niego konkurencję dla Konkursu Eurowizji, organizując Festiwal Interwizji. Zamysł zrealizowano z rozmachem, na jaki mogła już sobie pozwolić znakomicie doinwestowana przez Macieja Szczepańskiego TVP. Począwszy od charakterystycznej dla propagandy sukcesu telewizyjnej czołówki, przez imponującą scenografię, aż po dobór gwiazd (zobacz: Lista gwiazd zagranicznych Sopot Festival) i nagród (jacht pełnomorski jako Nagroda Publiczności) – festiwal próbował realizować polskie marzenie o wielkiej imprezie na światowym poziomie.
Na Festiwalu Interwizji organizowano 3 konkursy międzynarodowe:
1. Konkurs o Grand Prix z udziałem przedstawicieli stacji telewizyjnych, w którym oceniano piosenki (kompozycje)
2. Konkurs wytwórni fonograficznych o Grand Prix du Disque, w którym oceniano interpretację piosenek (czyli wykonawców)
3. Konkurs Piosenki Polskiej – zgodnie z festiwalową tradycją zagraniczni uczestnicy obu konkursów przedstawiali swoje interpretacje polskich przebojów. Celem było propagowanie polskiej twórczości na szerszą skalę. Nagrodą w tym konkursie był Bursztynowy Słowik. Na zakończenie każdego z 4 festiwalowych wieczorów występowała jedna gwiazda – 3 razy zagraniczna i raz (w dniu konkursu polskiego) polska.

Najwięcej emocji wzbudził festiwal 1979, gdy na scenie wystąpiła ówczesna gwiazda pierwszej wielkości, zespół Boney M., z zakazaną w Polsce piosenką Rasputin (telewizja nadała ten występ z jednodniowym poślizgiem, wycinając kontrowersyjną – godzącą w sojusz z ZSRR – piosenkę).
W latach 1981–1983 festiwal nie odbywał się ze względu na sytuację w kraju. W wielu artykułach prasowych w tym okresie pojawiły się artykuły podsumowujące całą historię festiwalu, panowało przekonanie, że impreza ta zniknęła na zawsze z kalendarza imprez. Wznowienie festiwalu w 1984 roku, ponownie pod nazwą „Międzynarodowy Festiwal Piosenki” było prawdziwym wydarzeniem, oznaczającym tzw. postępującą normalizację sytuacji w kraju. Największym wydarzeniem tego festiwalu był występ, już pierwszego dnia, Charles’a Aznavoura.
Festiwal 1988 zorganizowano pod hasłem „Srebrny Jubileusz”, z okazji 25-lecia imprezy. Gospodarzami festiwalu były dwa pokolenia prezenterów – Krystyna Loska i jej córka Grażyna Torbicka oraz Lucjan Kydryński i jego syn Marcin Kydryński.
Po festiwalu 1988 (za którego organizację odpowiadał Teatr Muzyczny w Gdyni) na posiedzeniu Komitetu Organizacyjnego w Urzędzie Wojewódzkim ogłoszono, że nie ma środków do sfinansowania następnego. Na kolejne posiedzenie Jerzy Gruza zaprosił Wojciecha Korzeniewskiego z Biura Usług Promocyjnych UP w Sopocie, który zaproponował przejęcie festiwalu w prywatne ręce bez potrzeby dofinansowania ze strony budżetu. Wzbudziło to konsternację, ale po kilku następnych spotkaniach definitywnie wyrażono zgodę. Była to pierwsza z powodzeniem, bez potrzeby jakiejkolwiek dotacji, tej rangi sprywatyzowana impreza w tamtych czasach w Europie Wschodniej. Korzeniewski został prezydentem festiwalu i przy współpracy zaprzyjaźnionych firm oraz sponsorów organizował festiwale do 1993 roku. Wśród partnerów byli między innymi znani brytyjscy producenci telewizyjni: Gavin Taylor i Ben Challis, którym udało się wyemitować fragmenty festiwalu w kilkunastu stacjach telewizyjnych na świecie, dzięki udziałowi czołowych gwiazd MTV: Johnny Hates Jazz, Dannii Minogue, Hue & Cry, Technotronic, Erasure, Deacon Blue, Alison Moyet, Aztec Camera, OMD, Bros, Jimmy Somerville, Paul King (prowadzący). Były to festiwale najbardziej rozbudowane do tej pory o imprezy towarzyszące, które ogarnęły całe miasto takie jak: targi muzyczne (hala SKT), festiwale na molo, Sopot Classic (w kościołach), wielka gonitwa festiwalowa (hipodrom), festiwale w kinach, restauracjach, teatrze oraz na ul. Bohaterów Monte Cassino.

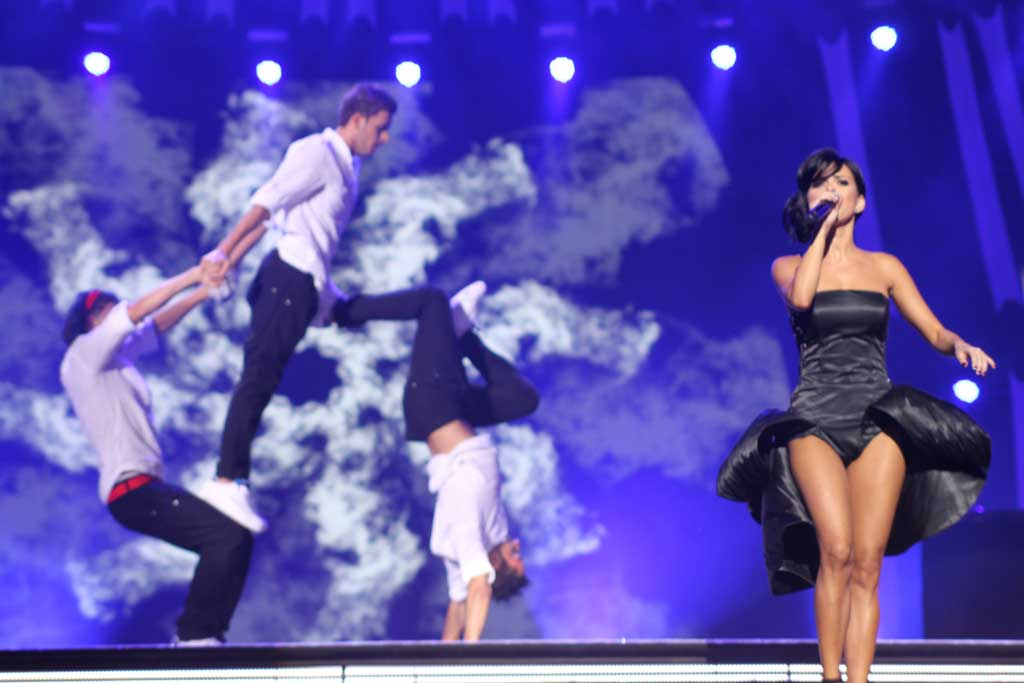
Inna podczas festiwalu w 2009

Najważniejszymi partnerami Wojciecha Korzeniewskiego w budowaniu strategii marketingowej festiwali miały: brytyjskie Saatchi & Saatchi, MTV, Fuji TV, ULA ltd oraz Kąpielisko Morskie w Sopocie.
Organizatorem festiwalu od 1994 roku do 2004 roku była TVP. Prawo do organizacji straciła w 2004.
Organizatorem Sopot Festival od 2005 roku była telewizja TVN. W 2006 roku organizator postanowił powrócić do międzynarodowego charakteru konkursu. W latach 2005–2009 prowadzenie gali festiwalu należało do Magdy Mołek. Po upływie umowy w 2009 roku TVN zrezygnowało z organizacji tej imprezy – w 2010 i 2011 roku festiwal nie odbył się z powodu remontu Opery Leśnej.
Od 2012 roku festiwal organizowała telewizja Polsat. W tym czasie, w latach 2012–2013 festiwal nosił nazwę Top of the Top Sopot Festival z konkursem o Bursztynowego Słowika oraz koncertami towarzyszącymi. W 2014 festiwal odbył się pod nazwą Polsat Sopot Festival.
W 2015 roku telewizja Polsat zrezygnowała z organizowania festiwalu. Władze miasta postanowiły jednak zorganizować tego roku w Sopocie jednodniowy festiwal, jednakże bez transmisji telewizyjnej.
W 2016 roku koncert nie odbył się z uwagi na brak partnera telewizyjnego, którym wstępnie miała być TVP.
Po roku przerwy podjęto decyzję o przywróceniu festiwalu. Od 2017 roku organizuje go TVN. W 2018 roku organizator ponownie podjął decyzję o powrocie do międzynarodowej formuły konkursu.

## Lista edycji
| Nr | Edycja                                              | Daty                        | Stacja telewizyjna | Zwycięski utwór          | Zwycięski utwór                                             | Zwycięski utwór | Zwycięski utwór   |
| Nr | Edycja                                              | Daty                        | Stacja telewizyjna | Wykonawca                | Tytuł                                                       | Punkty          | Państwo           |
| -- | --------------------------------------------------- | --------------------------- | ------------------ | ------------------------ | ----------------------------------------------------------- | --------------- | ----------------- |
| 1  | I Międzynarodowy Festiwal Piosenki Sopot 1961       | 25–27 sierpnia 1961         | TVP                | Jo Roland                | „Nous deux”                                                 | 84              | Szwajcaria        |
| 2  | II Międzynarodowy Festiwal Piosenki Sopot 1962      | 6–7 sierpnia 1962           | TVP                | Jeanne Yovanna           | „Ti krima”                                                  | 106             | Królestwo Grecji  |
| 3  | III Międzynarodowy Festiwal Piosenki Sopot 1963     | 15–16 sierpnia 1963         | TVP                | Tamara Miansarowa        | „Пусть всегда будет солнце! (Pust' wsiegda budiet sołnce!)” | 188             | ZSRR              |
| 3  | III Międzynarodowy Festiwal Piosenki Sopot 1963     | 15–16 sierpnia 1963         | TVP                | Simone Langlois          | „Toi et ton sourire”                                        | 188             | Francja           |
| 4  | IV Międzynarodowy Festiwal Piosenki Sopot 1964      | 6–12 sierpnia 1964          | TVP                | Nandia Konstandopulu     | „Je te remercie mon coeur”                                  | 214             | Królestwo Grecji  |
| 5  | V Międzynarodowy Festiwal Piosenki Sopot 1965       | 5 sierpnia 1965             | TVP                | Monique Leyrac           | „Mon pays”                                                  | 226             | Kanada            |
| 6  | VI Międzynarodowy Festiwal Piosenki Sopot 1966      | 25–26 sierpnia 1966         | TVP                | Lana Cantrell            | „I’m All Smiles”                                            | 102             | Stany Zjednoczone |
| 7  | VII Międzynarodowy Festiwal Piosenki Sopot 1967     | 17 sierpnia 1967            | TVP                | Dana Lerska              | „Po prostu jestem”                                          | 282             | Polska            |
| 8  | VIII Międzynarodowy Festiwal Piosenki Sopot 1968    | 22–25 sierpnia 1968         | TVP                | Urszula Sipińska         | „Po ten kwiat czerwony”                                     | 244             | Polska            |
| 9  | IX Międzynarodowy Festiwal Piosenki Sopot 1969      | 27 sierpnia 1969            | TVP                | Henri Dès                | „Maria Consuella”                                           | 324             | Szwajcaria        |
| 10 | X Międzynarodowy Festiwal Piosenki Sopot 1970       | 27 sierpnia 1970            | TVP                | Robert Charlebois        | „Ordinaire”                                                 | 172             | Kanada            |
| 11 | XI Międzynarodowy Festiwal Piosenki Sopot 1971      | 26 sierpnia 1971            | TVP                | Samantha Jones           | „He Moves Me”                                               | 232             | Wielka Brytania   |
| 12 | XII Międzynarodowy Festiwal Piosenki Sopot 1972     | 23 sierpnia 1972            | TVP                | Andrzej Dąbrowski        | „Do zakochania jeden krok”                                  | 182             | Polska            |
| 12 | XII Międzynarodowy Festiwal Piosenki Sopot 1972     | 23 sierpnia 1972            | TVP                | Lew Leszczenko           | „Я не был с ним знаком (Ja nie był s nim znakom)”           | 182             | ZSRR              |
| 13 | XIII Międzynarodowy Festiwal Piosenki Sopot 1973    | 21–22 sierpnia 1973         | TVP                | Tony Craig               | „Can You Feel It”                                           | 182             | Wielka Brytania   |
| 14 | XIV Międzynarodowy Festiwal Piosenki Sopot 1974     | 21–22 sierpnia 1974         | TVP                | Marion Rung              | „Uskon lauluun”                                             | 204             | Finlandia         |
| 15 | XV Międzynarodowy Festiwal Piosenki Sopot 1975      | 20–21 sierpnia 1975         | TVP                | Glen Weston              | „I Still Love You”                                          | 132             | Wielka Brytania   |
| 16 | XVI Międzynarodowy Festiwal Piosenki Sopot 1976     | 25–26 sierpnia 1976         | TVP                | Irina Ponarowska         | „Molba (Zowi mienia, lubow')” „Мольба (Зови меня, любовь)”  | 132             | ZSRR              |
| 17 | I Międzynarodowy Festiwal Interwizji                | 26 sierpnia 1977            | TVP                | Helena Vondráčková       | „Malovaný džbánku”                                          | 36              | Czechosłowacja    |
| 17 | I Międzynarodowy Festiwal Interwizji                | 26 sierpnia 1977            | TVP                | Farah Maria              | „El recuerdo de aquel”                                      | 36              | Kuba              |
| 17 | I Międzynarodowy Festiwal Interwizji                | 26 sierpnia 1977            | TVP                | Zdzisława Sośnicka       | „Kochać znaczy żyć”                                         | 36              | Polska            |
| 18 | II Międzynarodowy Festiwal Interwizji               | 24 sierpnia 1978            | TVP                | Ałła Pugaczowa           | „Всё могут короли (Wsio mogut koroli)”                      | 36              | ZSRR              |
| 18 | II Międzynarodowy Festiwal Interwizji               | 24 sierpnia 1978            | TVP                | Vaclav Necker            | „Patrik”                                                    | 36              | Czechosłowacja    |
| 18 | II Międzynarodowy Festiwal Interwizji               | 24 sierpnia 1978            | TVP                | Dream Express            | „Just Wanna Dance with You”                                 | 36              | Belgia            |
| 19 | III Międzynarodowy Festiwal Interwizji              | 24 sierpnia 1979            | TVP                | Czesław Niemen           | „Nim przyjdzie wiosna”                                      | 66              | Polska            |
| 19 | III Międzynarodowy Festiwal Interwizji              | 24 sierpnia 1979            | TVP                | Bessy                    | „Ke ti den tadina”                                          | 66              | Grecja            |
| 20 | IV Międzynarodowy Festiwal Interwizji               | 20–22 sierpnia 1980         | TVP                | Marion Rung              | „Where Is the Love”                                         | 36              | Finlandia         |
| 20 | IV Międzynarodowy Festiwal Interwizji               | 20–22 sierpnia 1980         | TVP                | Marika Gombitová         | „Vyznanie”                                                  | 36              | Czechosłowacja    |
| 20 | IV Międzynarodowy Festiwal Interwizji               | 20–22 sierpnia 1980         | TVP                | Nikołaj Gnatiuk          | „На ветрах осенних (Na wietrach osiennich)”                 | 36              | ZSRR              |
| 20 | IV Międzynarodowy Festiwal Interwizji               | 20–22 sierpnia 1980         | TVP                | Jigsaw                   | „Sky High”                                                  | 36              | Wielka Brytania   |
| 20 | IV Międzynarodowy Festiwal Interwizji               | 20–22 sierpnia 1980         | TVP                | Vox                      | „Bananowy song”                                             | 36              | Polska            |
| 21 | XXI Międzynarodowy Festiwal Piosenki Sopot 1984     | 15–16 sierpnia 1984         | TVP                | Krystyna Giżowska        | „Blue Box”                                                  | 60              | Polska            |
| 21 | XXI Międzynarodowy Festiwal Piosenki Sopot 1984     | 15–16 sierpnia 1984         | TVP                | Anne Veski               | „Надежда гаснет (Nadieżda gasniet)”                         | 60              | ZSRR              |
| 21 | XXI Międzynarodowy Festiwal Piosenki Sopot 1984     | 15–16 sierpnia 1984         | TVP                | Lux                      | „I Am Free”                                                 | 60              | RFN               |
| 21 | XXI Międzynarodowy Festiwal Piosenki Sopot 1984     | 15–16 sierpnia 1984         | TVP                | Eva Maria Pickert        | „Frei zu sein”                                              | 60              | NRD               |
| 22 | XXII Międzynarodowy Festiwal Piosenki Sopot 1985    | 21–28 sierpnia 1985         | TVP                | Herreys                  | „Summer Party”                                              | 72              | Szwecja           |
| 22 | XXII Międzynarodowy Festiwal Piosenki Sopot 1985    | 21–28 sierpnia 1985         | TVP                | Hans Vermuatrn           | „I Only Know My Name”                                       | 72              | Holandia          |
| 23 | XXIII Międzynarodowy Festiwal Piosenki Sopot 1986   | 20–23 sierpnia 1986         | TVP                | Mara Getz                | „Hero of My Heart”                                          | 176             | Stany Zjednoczone |
| 23 | XXIII Międzynarodowy Festiwal Piosenki Sopot 1986   | 20–23 sierpnia 1986         | TVP                | Vicki Benckert           | „Gråt inte Eva”                                             | 176             | Szwecja           |
| 24 | XXIV Międzynarodowy Festiwal Piosenki Sopot 1987    | 19–21 sierpnia 1987         | TVP                | Double Take              | „Rockola”                                                   | 198             | RFN               |
| 24 | XXIV Międzynarodowy Festiwal Piosenki Sopot 1987    | 19–21 sierpnia 1987         | TVP                | Maywood                  | „Stay with Me”                                              | 198             | Holandia          |
| 25 | XXV Międzynarodowy Festiwal Piosenki Sopot 1988     | 17–19 sierpnia 1988         | TVP                | Kenny James              | „The Magic in You”                                          | 60              | Stany Zjednoczone |
| 26 | XXVI Międzynarodowy Festiwal Piosenki Sopot 1989    | 17–18 sierpnia 1989         | TVP                | Dance With The Strangers | „By”                                                        | 66              | Norwegia          |
| 26 | XXVI Międzynarodowy Festiwal Piosenki Sopot 1989    | 17–18 sierpnia 1989         | TVP                | Mieczysław Szcześniak    | „Who Loves People”                                          | 66              | Polska            |
| 27 | XXVII Międzynarodowy Festiwal Piosenki Sopot 1990   | 17 sierpnia 1990            | TVP                | Lora Szafran             | „Trust Me at Once”                                          | 60              | Polska            |
| 28 | XXVIII Międzynarodowy Festiwal Piosenki Sopot 1991  | 23–24 sierpnia 1991         | TVP                | New Moon                 | „Ice”                                                       | 60              | Łotwa             |
| 29 | XXIX Międzynarodowy Festiwal Piosenki Sopot 1992    | 27 sierpnia 1992            | TVP                | Edyta Bartosiewicz       | „Love”                                                      | 182             | Polska            |
| 29 | XXIX Międzynarodowy Festiwal Piosenki Sopot 1992    | 27 sierpnia 1992            | TVP                | Sisqó                    | bd.                                                         | 182             | Austria           |
| 29 | XXIX Międzynarodowy Festiwal Piosenki Sopot 1992    | 27 sierpnia 1992            | TVP                | Maanam                   | „W ciszy nawet kamień rośnie”                               | 182             | Polska            |
| 30 | XXX Międzynarodowy Festiwal Piosenki Sopot 1993     | 27 sierpnia 1993            | TVP                | Arina                    | „Rain Is Coming Down”                                       | 72              | Litwa             |
| 31 | XXXI Międzynarodowy Festiwal Piosenki Sopot 1994    | 26 sierpnia 1994            | TVP                | Varius Manx              | „Zanim zrozumiesz”                                          | 132             | Polska            |
| 32 | XXXII Międzynarodowy Festiwal Piosenki Sopot 1995   | 25 sierpnia 1995            | TVP                | Kasia Kowalska           | „A to co mam...”                                            | 82              | Polska            |
| 33 | XXXIII Międzynarodowy Festiwal Piosenki Sopot 1996  | 22–24 sierpnia 1996         | TVP                | brak nagrody             | brak nagrody                                                | brak nagrody    | brak nagrody      |
| 34 | XXXIV Międzynarodowy Festiwal Piosenki Sopot 1997   | 22 sierpnia 1997            | TVP                | Total Touch              | „Somebody Else’s Lover”                                     | 42              | Holandia          |
| 35 | XXXV Międzynarodowy Festiwal Piosenki Sopot 1998    | 21 sierpnia 1998            | TVP                | Alex Baroni              | „Male che fa male”                                          | 52              | Włochy            |
| 36 | XXXVI Międzynarodowy Festiwal Piosenki Sopot 1999   | 20–22 sierpnia 1999         | TVP                | Małgorzata Ostrowska     | „Lawa”                                                      | 112             | Polska            |
| 37 | XXXVII Międzynarodowy Festiwal Piosenki Sopot 2000  | 18–19 sierpnia 2000         | TVP                | Helena Vondráčková       | „Veselé Vánoce a šťastný nový rok”                          | 112             | Czechy            |
| 38 | XXXVIII Międzynarodowy Festiwal Piosenki Sopot 2001 | 24–25 sierpnia 2001         | TVP                | Natacha Atlas            | „Ayeshteni”                                                 | 70              | Belgia            |
| 39 | XXXIX Międzynarodowy Festiwal Piosenki Sopot 2002   | 23–24 sierpnia 2002         | TVP                | Irena Santor             | „Jeszcze kochasz mnie”                                      | 46              | Polska            |
| 40 | XL Międzynarodowy Festiwal Piosenki Sopot 2003      | 22–23 sierpnia 2003         | TVP                | Skaldowie                | „Hymn o miłości”                                            | 30              | Polska            |
| 41 | XLI Międzynarodowy Festiwal Piosenki Sopot 2004     | 20–21 sierpnia 2004         | TVP                | brak nagrody             | brak nagrody                                                | brak nagrody    | brak nagrody      |
| 42 | Sopot Festival 2005                                 | 2–4 września 2005           | TVN                | Andrzej Piaseczny        | „Z głębi duszy”                                             | 34              |                   |
| 43 | Sopot Festival 2006                                 | 1–3 września 2006           | TVN                | Mattafix                 | „Big City Life”                                             | 63              | Wielka Brytania   |
| 44 | Sopot Festival 2007                                 | 31 sierpnia–2 września 2007 | TVN                | Feel                     | „A gdy jest już ciemno”                                     | 32              | Polska            |
| 45 | Sopot Festival 2008                                 | 23–24 sierpnia 2008         | TVN                | Oh Laura                 | „Release Me”                                                | 33              | Szwecja           |
| 46 | Sopot Festival 2009                                 | 22–23 sierpnia 2009         | TVN                | Gabriella Cilmi          | „Sweet About Me”                                            | 47              | Australia         |
| 47 | Top of the Top Sopot Festival 2012                  | 24–25 sierpnia 2012         | Polsat             | Eric Saade               | „Hotter Than Fire”                                          | 56              | Szwecja           |
| 48 | Top of the Top Sopot Festival 2013                  | 23–24 sierpnia 2013         | Polsat             | Imany                    | „You Will Never Know”                                       | 84              | Francja           |
| 48 | Polsat Sopot Festival 2014                          | 22–23 sierpnia 2014         | Polsat             | Ewa Farna                | „Cicho”                                                     | 66              | Polska            |
| 50 | Muzyczne lato w Sopocie 2015                        | 21 sierpnia 2015            | brak emisji        | brak nagrody             | brak nagrody                                                | brak nagrody    | brak nagrody      |
| 51 | Top of the Top Sopot Festival 2017                  | 18–20 sierpnia 2017         | TVN                | brak nagrody             | brak nagrody                                                | brak nagrody    | brak nagrody      |
| 52 | Top of the Top Sopot Festival 2018                  | 14–16 sierpnia 2018         | TVN                | Mihail                   | „Who You Are”                                               | —               | Rosja             |
| 53 | Top of the Top Sopot Festival 2019                  | 13–16 sierpnia 2019         | TVN                | Frans                    | „If I Were Sorry”                                           | —               | Szwecja           |
| 54 | Top of the Top Sopot Festival 2021                  | 17–19 sierpnia 2021         | TVN                | Dawid Kwiatkowski        | „Bez Ciebie”                                                | —               | Polska            |
| 55 | Top of the Top Sopot Festival 2022                  | 16–19 sierpnia 2022         | TVN                | Michał Szpak             | „24 na 7”                                                   | —               | Polska            |
| 56 | Top of the Top Sopot Festival 2023                  | 21–24 sierpnia 2023         | TVN                | Kwiat Jabłoni            | „Od nowa”                                                   | —               | Polska            |
| 57 | Top of the Top Sopot Festival 2024                  | 19–22 sierpnia 2024         | TVN                | Oskar Cyms               | „Cały czas”                                                 | —               | Polska            |
| 58 | Top of the Top Sopot Festival 2025                  | 18–21 sierpnia 2025         | TVN                | TBA                      | TBA                                                         | TBA             | TBA               |

## Prowadzący
| Rok  | Komentator              | Podawanie głosów        |
| ---- | ----------------------- | ----------------------- |
| 1961 | Irena Dziedzic          | Władysław Szpilman      |
| 1962 | Irena Dziedzic          | Władysław Szpilman      |
| 1963 | Irena Dziedzic          | Władysław Szpilman      |
| 1964 | Lucjan Kydryński        | Artur Międzyrzecki      |
| 1965 | Lucjan Kydryński        | Artur Międzyrzecki      |
| 1966 | Lucjan Kydryński        | Artur Międzyrzecki      |
| 1967 | Lucjan Kydryński        | Andrzej Kurylewicz      |
| 1968 | Lucjan Kydryński        | Andrzej Kurylewicz      |
| 1969 | Lucjan Kydryński        | Mieczysław Fogg         |
| 1970 | Lucjan Kydryński        | Michał Rusinek          |
| 1971 | Bogumiła Wander         | Danuta Banaskowa        |
| 1972 | Krystyna Loska          | Mirosław Dąbrowski      |
| 1973 | Lucjan Kydryński        | Jerzy Połomski          |
| 1974 | Jacek Bromski           | Witold Filler           |
| 1975 | Krzysztof Materna       | Andrzej Kurylewicz      |
| 1976 | Krzysztof Materna       | Andrzej Ikonowicz       |
| 1977 | Irena Dziedzic          | Jerzy Krzyżanowski      |
| 1978 | Irena Dziedzic          | Zbigniew Napierała      |
| 1979 | Irena Dziedzic          | Zbigniew Napierała      |
| 1980 | Irena Dziedzic          | Zbigniew Napierała      |
| 1984 | Andrzej Mełuł           | Henryk Debich           |
| 1985 | Marek Niedźwiecki       | Wojciech Trzciński      |
| 1986 | Grażyna Torbicka        | Wojciech Trzciński      |
| 1987 | Grażyna Torbicka        | Wojciech Mann           |
| 1988 | Grażyna Torbicka        | Czesław Niemen          |
| 1989 | Grażyna Torbicka        | Marek Sierocki          |
| 1990 | Alicja Resich-Modlińska | Alicja Resich-Modlińska |
| 1991 | Grażyna Torbicka        | Alicja Resich-Modlińska |
| 1992 | Marek Niedźwiecki       | Mirosław Baka           |
| 1993 | Lucjan Kydryński        | Krzysztof Ibisz         |
| 1994 | Grażyna Torbicka        | Wojciech Mann           |
| 1995 | Maciej Orłoś            | Renata Przemyk          |
| 1997 | Maciej Orłoś            | Artur Orzech            |
| 1999 | Krzysztof Materna       | Marek Niedźwiecki       |
| 2000 | Grażyna Torbicka        | Artur Orzech            |
| 2001 | Tomasz Kammel           | Artur Orzech            |
| 2002 | Magda Mołek             | Artur Orzech            |
| 2003 | Magda Mołek             | Tomasz Kammel           |
| 2005 | Magda Mołek             | Adam Gorko              |
| 2006 | Magda Mołek             | Piotr Metz              |
| 2007 | Magda Mołek             | Piotr Metz              |
| 2008 | Magda Mołek             | Piotr Metz              |
| 2009 | Magda Mołek             | Piotr Metz              |
| 2021 | Marcin Prokop           |                         |

## Liczba zwycięstw
| Liczba zwycięstw | Kraj              | Rok |
| ---------------- | ----------------- | --- |
| 18               | Polska            | 1967, 1968, 1972, 1977, 1979, 1980, 1984, 1989, 1990, 1994, 1995, 1999, 2002, 2003, 2005, 2007, 2014, 2021 |
| 6                | ZSRR              | 1963, 1972, 1976, 1978, 1980, 1984                                                                         |
| 5                | Szwecja           | 1985, 1986, 2008, 2012, 2019                                                                               |
| 4                | Stany Zjednoczone | 1966, 1973, 1986, 1988                                                                                     |
| 4                | Wielka Brytania   | 1971, 1975, 1980, 2006                                                                                     |
| 4                | Czechosłowacja    | 1977, 1978, 1980, 1985                                                                                     |
| 3                | Grecja            | 1962, 1964, 1979                                                                                           |
| 3                | Holandia          | 1985, 1987, 1997                                                                                           |
| 2                | Szwajcaria        | 1961, 1969                                                                                                 |
| 2                | Kanada            | 1965, 1970                                                                                                 |
| 2                | Finlandia         | 1974, 1980                                                                                                 |
| 2                | Belgia            | 1978, 2001                                                                                                 |
| 2                | RFN               | 1984, 1987                                                                                                 |
| 2                | Francja           | 1963, 2013                                                                                                 |
| 1                | Kuba              | 1977 |
| 1                | NRD               | 1984 |
| 1                | Norwegia          | 1989 |
| 1                | Łotwa             | 1991 |
| 1                | Austria           | 1992 |
| 1                | Litwa             | 1993 |
| 1                | Włochy            | 1998 |
| 1                | Czechy            | 2000 |
| 1                | Australia         | 2009 |